# Мунгер
Мунгер (англ. Munger, хинди मुंगेर, урду مگیر‎) — город на востоке центральной части штата Бихар, Индия. Административный центр округа Мунгер.

## География
Расположен на берегах реки Ганг. Абсолютная высота — 42 метра над уровнем моря.

## Население
По оценочным данным на 2013 год численность населения составляет 238 326 человек. По данным переписи 2011 года население Мунгера составляло 213 101 человек, из них 113 173 мужчины и 99 928 женщин. Уровень грамотности для лиц старше 7 лет составляет 81,83 %.
Динамика численности населения города по годам:
| 1991    | 2001    | 2013    |
| ------- | ------- | ------- |
| 150 112 | 188 050 | 238 326 |

## Транспорт
Через город проходит национальное шоссе № 80. Имеется небольшой аэропорт, который в настоящий момент не принимает никаких регулярных рейсов. Ближайший пассажирский аэропорт с регулярным сообщением находится в Патне, в 180 км от Мунгера; ближайший международный аэропорт расположен в Калькутте. Ближайшая железнодорожная станция находится в Джамалпуре, в 8 км от Мунгера.

## Достопримечательности
Основной достопримечательностью Мунгера является Бихарская школа йоги, в которой проходят обучение люди из разных стран.